# Muhammetnazar Gapurow
Muhammetnazar Gapurowiç Gapurow (ros. Мухамедназар Гапурович Гапуров, (ur. 15 lutego 1922 w obwodzie czardżouskim (obecnie wilajet lebapski), zm. 13 lipca 1999 w Berzeňňi) – radziecki i turkmeński polityk, I sekretarz KC Komunistycznej Partii Turkmeńskiej SRR w latach 1969–1985, premier Turkmeńskiej SRR w latach 1963–1969, Bohater Pracy Socjalistycznej (1981).

## Życiorys
Pochodził z rodziny chłopskiej, ukończył Państwowy Instytut Pedagogiczny w Czardżou i został nauczycielem. W 1941 wcielony do Armii Czerwonej, został dowódcą oddziału karabinów maszynowych baterii strzeleckiej 88 brygady piechoty Środkowoazjatyckiego Okręgu Wojskowego. W 1942 skierowany na front północno-zachodni, w 1943 został ranny. Od 1943 kierownik szkoły. W 1944 wstąpił do partii komunistycznej, od 1945 kierownik wydziału propagandy w rejonowym komitecie partyjnym w Czardżou. Od 1947 sekretarz sakarskiego komitetu rejonowego, od 1955 kierownik wydziału propagandy i agitacji komitetu obwodowego w Czardżou, w latach 1957–1959 sekretarz, a 1959–1961 I sekretarz partyjnego komitetu obwodowego w Czardżou. W latach 1962–1963 sekretarz KC Komunistycznej Partii Turkmeńskiej SRR, od 26 marca 1963 do 25 grudnia 1969 premier i jednocześnie minister spraw zagranicznych Turkmeńskiej SRR. Od 24 grudnia 1969 do 21 grudnia 1985 I sekretarz KC Komunistycznej Partii Turkmeńskiej SRR. Był deputowanym do Rady Najwyższej ZSRR od 6 do 11 kadencji. W latach 1966–1971 kandydat na członka, a 1971–1986 członek KC KPZR. Od 1985 na emeryturze.

## Odznaczenia
- Medal Sierp i Młot Bohatera Pracy Socjalistycznej (1981)
- Order Lenina (pięciokrotnie)
- Order Wojny Ojczyźnianej I klasy (1985)
- Order Czerwonego Sztandaru Pracy (trzykrotnie)
- Order „Znak Honoru”